# جامعه تعلیمات اسلامی
جامعه تعلیمات اسلامی در سال ۱۳۲۲ ش با همت شیخ عباسعلی اسلامی، با نگرش استفاده از مدارس جدیده برای رسیدن به اهداف دینی، تأسیس شده و تا چندین دهه فعالیت تأثیرگذار فرهنگی-آموزشی داشت. از اهداف آن، ایجاد مدارس اسلامی، تأسیس کتابخانه و انجام کارهای خیریه بود. فعالیت‌های آن در تهران و سایر شهرستانهای کشور انجام می‌گرفت. 
از فعالیت‌های این تشکل، تأسیس مدارس ایتدایی و متوسطه بود. در سال ۱۳۲۹، در تهران و شهرستان‌ها ۱۳۲ باب مدرسه ابتدایی و متوسطه و در سال ۱۳۵۶، ۱۸۳ باب مدرسه متعلق به این آن وجود داشت. با افتتاح این مدارس، خانواده‌های فراوانی، فرزندانشان را از مدارس دیگر خارج کرده و در مدارس جامعه تعلیمات ثبت نام می‌کردند. مدارس جامعه، مورد تأیید مراجع و روحانیون نیز قرار داشت. ساواک حساسیت فراوانی به این مدارس و محصلین آن داشت. به گفتهٔ ساواک، بسیاری از افرادی که در گروه‌های خرابکار (مسلحانه) وارد می‌شوند، در این مدارس تحصیل کرده‌اند.
این تشکل، نشریهٔ به نام «تعلیمات اسلامی» داشت.
شیخ عباسعلی اسلامی پس از به وجود آوردن جامعهٔ تعلیمات اسلامی مدرسهٔ جعفری اسلامی را بنا نهاد.
این مدرسه هم‌اکنون در منطقهٔ ۱۱‌تهران در نزدیکی میدان منیریه مشغول به کار است.